# Ceylanoparmena loebli
Ceylanoparmena loebli – gatunek chrząszcza z rodziny kózkowatych i podrodziny zgrzypikowych. Jedyny przedstawiciel rodzaju Ceylanoparmena.

## Zasięg występowania
Gatunek ten występuje na Sri Lance.